# Cissus tinctoria
Cissus tinctoria är en vinväxtart som beskrevs av Manoel Arruda da Cámara. Cissus tinctoria ingår i släktet Cissus och familjen vinväxter. Inga underarter finns listade i Catalogue of Life.